# Technická podpora

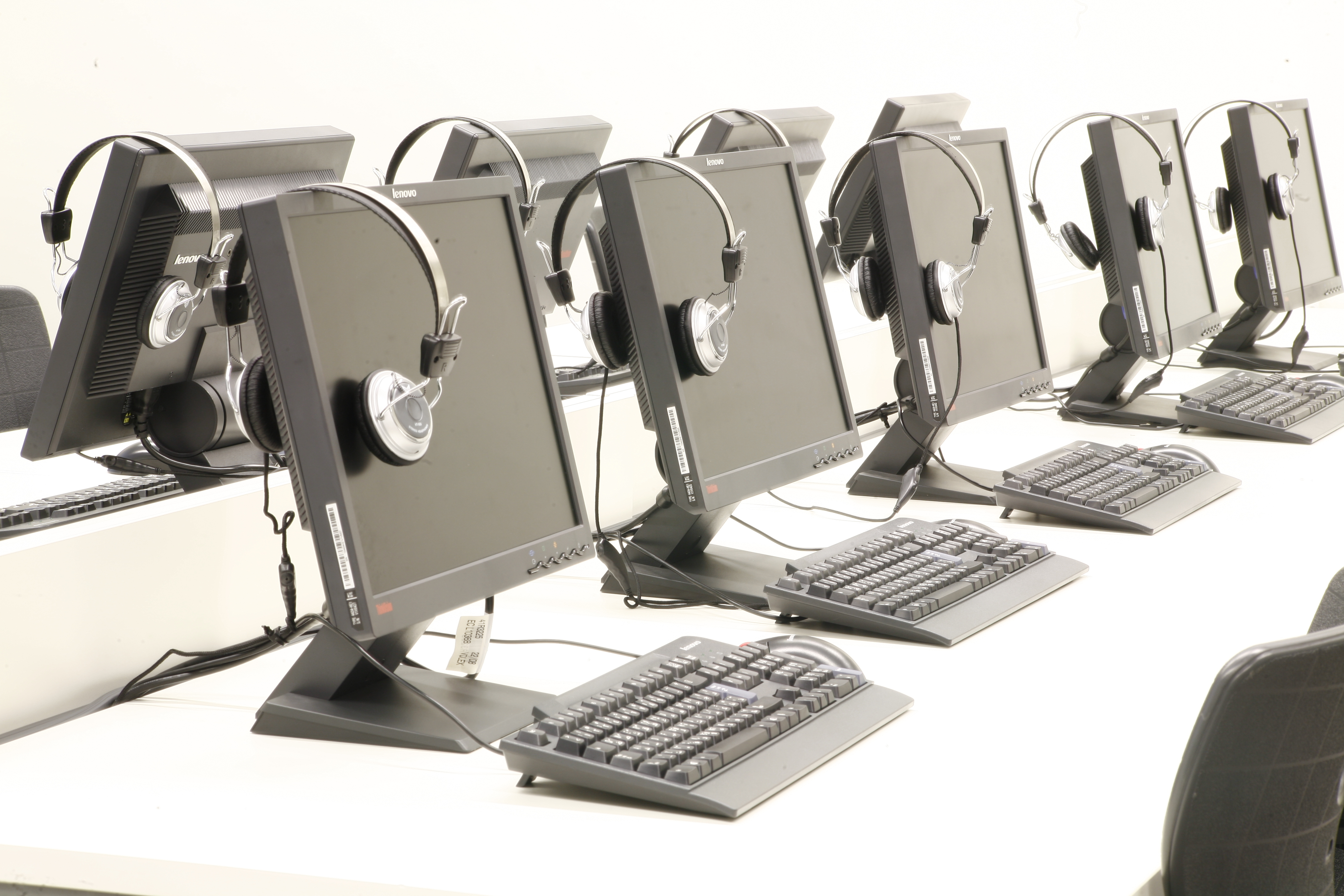
Připravené počítače se sluchátky k poskytnutí technické podpory.

Pojem technická podpora se týká zákaznických služeb poskytovaných k dodávaným informačním a dalším technologiím. Ve firemním slangu jsou tyto služby také někdy nepřesně označované jako helpdesk

## Organizace podpory
Firemní technici často organizují svou práci jako tří- až pětivrstvý systém:
Úroveň 1Helpdesk, základní technická podpora - primární kontaktní místo, včetně softwaru pro založení ticketu s problémem. Metodika ITIL, založená na procesním řízení organizací, považuje call centrum, kontaktní centrum nebo helpdesk pouze za omezený druh Service desku, který poskytuje pouze část toho, co může Service desk nabídnout. Více viz samostatný článek Service desk.
Úroveň 2Specializovaná (provozní) technická podpora. Provozní podpora zasahuje v případě, když přesně ví jak odstranit chybu nebo vyřešit požadavek. Akce musí být bezpečná a relativně snadná (rutinní, business as usual). V ostatních případech předává incident na vyšší úroveň podpory.
Úroveň 3Expertní podpora produktů a služeb. Zařazení požadavku do plánu činnosti, prioritizace, dodávka formou projektového řízení včetně nasazení do testovacího prostředí, akceptačního testování apod.
Někdy se rozlišují i další úrovně:
Úroveň 0Svépomoc (tj. diskuzní fóra, návody pro koncové uživatele)
Úroveň 4Externí podpora pro „služby, které nejsou přímo poskytovány organizací“. Případně činnost vlastníka aplikace či aplikačního manažera, který řeší backlog požadavků, shání peníze a projekty, ve kterých se vývoj bude realizovat.
Přístup k různým úrovním podpory produktů a služeb se může lišit pro interní zaměstnance a firemní zákazníky. Poskytování informací a řešení problémů 
je prováděno různými kanály, jako jsou zelené linky,
webové stránky, rychlé zprávy nebo e-mail.

## Helpdesk
Účelem helpdesku je poskytnout uživatelům PC či jiných zařízení jednoduchý způsob jak o podporu požádat. Může se jednat o pomoc s vyřešením problému (žadatel může vyřešit sám, jenže neví jak), anebo se takto ohlašuje programátorská chyba či špatná konfigurace (žadatel nemůže řešit sám). Zadavatel požadavku se prostřednictvím vhodné aplikace spojí s týmem techniků, kteří disponují znalostmi, schopnostmi a pravomocemi potřebnými k nalezení efektivního řešení. 
I v případě požadavku plynoucího z neznalosti systémů je více možných způsobů řešení. Buďto je zadavatel naveden k vyřešení problému, nebo se technik helpdesku připojí přímo na jeho pracovní stanici a problém vyřeší za něj.

### Externí helpdesk
Při nasazení externího helpdesku poskytuje firma podporu svým zákazníků nebo partnerům. Jako příklad lze uvést výrobce modemů, který potřebuje efektivně vyřizovat požadavky od zákazníků, kteří si zakoupili jeho výrobky. Zpravidla tedy zřídí pracoviště s kvalifikovanými pracovníky a zákazníci se na toto pracoviště obracejí buď telefonicky, pomocí mailu nebo přes helpdeskovou aplikaci.

### Interní helpdesk
V případě interního helpdesku firma poskytuje podporu svým vlastním zaměstnancům. Helpdeskové pracoviště pak zpravidla řeší požadavky spojené jak se stanicemi uživatelů, online identitou a rolemi, tak s centrálním softwarem a technikou.

### Helpdesková aplikace
Má-li firma helpdeskové pracoviště, které musí přijímat denně velké množství požadavků, vyplatí se jí implementovat specializovanou helpdeskovou aplikaci. Tato aplikace pak zpravidla nabízí přehledné rozhraní pro řešitele požadavků a případně i pro jejich zadavatele. Řešitelé díky ní mají požadavky centrálně na jednom místě, což umožní zajistit jejich zpracování, řešení, prioritizaci a v neposlední řadě i dohled nad plněním SLA. Tyto systémy se označují jako nástroje pro kontrolu chyb nebo nástroje pro řešení problémů (anglicky bug/issue tracking).
Obvyklý princip je takový, že zadavatel vyplní speciální helpdeskový formulář, který poté odešle na helpdeskové pracoviště. Tam je požadavek převzat řešiteli a navázána komunikace s jeho zadavatelem.
V případě často se opakujících dotazů může helpdeskové pracoviště vytvořit speciální podstránku (FAQ, často kladené dotazy), kde některé dotazy a problémy popíše a uvede jejich řešení.

## Provozní podpora
Provoz informačních technologií neboli IT operace je soubor všech procesů a služeb,
které IT pracovníci poskytují svým interním nebo externím klientům a které i sami používají k práci. Termín označuje aplikaci metod řízení provozu na technologické potřeby podniku. Obvykle se při tom používá některý ze systémů pro podporu provozu (OSS).
Provozní podpora může zahrnovat i reakci na tickety vygenerované pro údržbu nebo problémy zákazníků. Některé provozní týmy reagují na incidenty v mimopracovní době nebo v režimu best-effort. Firma Gartner definuje provoz IT jako „lidi a procesy řízení spojené se správou služeb IT, které zákazníkům dodávají správnou sadu služeb ve správné kvalitě a za konkurenceschopné náklady".